# Ievhèn Rudakov
Ievhèn Rudakov (ucraïnès: Євген Васильович Рудаков)  (Moscou, 2 de gener de 1942 - Kíiv, 21 de desembre de 2011) és un exfutbolista ucraïnès, rus de naixement, de la dècada de 1970.
Fou 42 cops internacional amb la selecció soviètica amb la qual participà en els Jocs Olímpics d'Estiu de 1972.
Pel que fa a clubs, defensà els colors de Dinamo de Kíiv.